# Fort Orange (Ghana)
Fort Orange (in olandese: Fort Oranje) fu un avamposto commerciale costruito dagli olandesi nella Costa d'Oro olandese nel 1640, presso la città di Sekondi; gli inglesi vi costruirono vicino Fort Sekondi nel 1645. L'avamposto divenne un vero e proprio forte nel 1690, nel settembre 1694 fu attaccato durante una battaglia con gli Ahanta e venne ricostruito migliorandolo nel 1704. Venne venduto col resto della Costa d'Oro olandese al Regno Unito nel 1872 e da allora è stato utilizzato come faro per le segnalazioni dalla costa e base navale per la Ghana Ports and Harbours Authority.